# Аковил (Западна Вирџинија)
Аковил (енгл. Accoville) насељено је место без административног статуса у америчкој савезној држави Западна Вирџинија.

## Демографија
По попису из 2010. године број становника је 574.
| Група             | 2000.    | 2010.       |
| Белци             | 0 (0,0%) | 550 (95,8%) |
| Афроамериканци    | 0 (0,0%) | 8 (1,4%)    |
| Азијати           | 0 (0,0%) | 0 (0,0%)    |
| Хиспаноамериканци | 0 (0,0%) | 11 (1,9%)   |
| Укупно            | 0        | 574         |